# Pavelló Sant Rafael de l'Hospital Psiquiàtric Femení
El Pavelló Sant Rafael de l'Hospital Psiquiàtric Femení és una obra noucentista de Sant Boi de Llobregat (Baix Llobregat) protegida com a Bé Cultural d'Interès Local. Forma part del Conjunt psiquiàtric de Sant Boi de Llobregat.

## Descripció
Edifici de planta baixa i dos pisos amb un porxo format per pilars i arcs rebaixats que es perllonga al primer pis per una galeria de similars característiques però de menor alçada, damunt la qual es troba una coberta a la catalana que es perllonga pel segon pis en els cossos laterals. La resta de l'edifici té coberta inclinada de teula. A l'interior els forjats són de bigues de fusta de secció rectangular, disposades en paral·lel a la façana i suportades en perfils normals d'acer perpendiculars a façana el que permet definir espais longitudinals tipus nau. A ponent hi ha un petit pavelló lineal de la mateixa època i de planta baixa que ajuda a definir un espai enjardinat.